# Уэйр, Уильям, 3-й виконт Уэйр
Уильям Кеннет Джеймс Уэйр, 3-й виконт Уэйр (англ. William Kenneth James Weir, 3rd Viscount Weir; род. 9 ноября 1933) — британский пэр и бизнесмен. Он был председателем British Bank of the Middle East и главным исполнительным директором Weir Group.

## Происхождение и образование
Родился 9 ноября 1933 года. Старший сын Джеймса Кеннета Уэйра, 2-го виконта Уэйра (1905—1975), и его жены Дороти Изабель Люси Кроуди (? — 1972). Он вырос в Монгринан-хаусе, Килуиннинг, Айршир. Он получил образование в Итонском колледже и в Тринити-колледже Кембриджского университета, где он получил степень бакалавра искусств в 1955 году.

## Карьера
Директор Great Northern Investment Trust с 1970 по 1980 год и St James’s Place Capital с 1972 по 1976 год, главный исполнительный директор Weir Group PLC с 1972 по 1981 год, председатель British Bank of the Middle East с 1977 по 1979 год, а также заместитель председателя и затем председатель Weir Group с 1983 по 1999 год, директор Hambro Life с 1984 по 1986 год и Canadian Pacific с 1989 по 2001 год, председатель Balfour Beatty в 1996 году и CP Ships в 2001 году.
16 августа 1975 года после смерти своего отца Уильям Уэйр унаследовал титулы 3-го виконта Уэйра из Иствуда в графстве Ренфрушир и 3-го барона Уэйра из Иствуда в графстве Ренфрушир, став членом Палаты лордов Великобритании.
В 1993 году он был избран почетным членом Королевской инженерной академии, а в 1996 году он был избран членом Королевского общества искусств.

## Личная жизнь
Уильям Уэйр был трижды женат. 25 апреля 1964 года он женился в первый раз на Диане Люси Макдугалл, дочери Питера Льюиса Макдугалла. Они развелись в 1974 году, после рождения двух детей:
- Достопочтенный Джеймс Уильям Хартланд Уэйр (род. 6 июня 1965), старший сын и наследник отца.
- Достопочтенная Лорна Элизабет Уэйр (род. 17 мая 1967).

6 ноября 1976 года он женился во второй раз на Жаклин Мари де Шолле, дочери барона Луи де Шолле, с которой развелся в 1988 году.
24 ноября 1989 года он женился в третий раз на Марине Севастопуло, дочери Марка Севастопуло, и у них родился сын:
- Достопочтенный Эндрю Александр Марк Уэйр (род. 1989)

Уильям Уэйр стал преемником своего отца в семейном поместье Монгринан, но оно было продано в 1982 году. В 2003 году Уэйр жил в Родингхеде, Мохлин, Айршир.